# David Elebert
David Elebert (Dublin, 21 maart 1986) is een Iers voetballer (verdediger) die sinds 2006 voor de Schotse eersteklasser Hamilton Academical FC uitkomt. Voordien lag hij onder contract bij het Engelse Preston North End FC, maar speelde geen enkele wedstrijd voor het eerste team. In 2005 werd hij verhuurd aan Scarborough FC.